# Arabia Felix

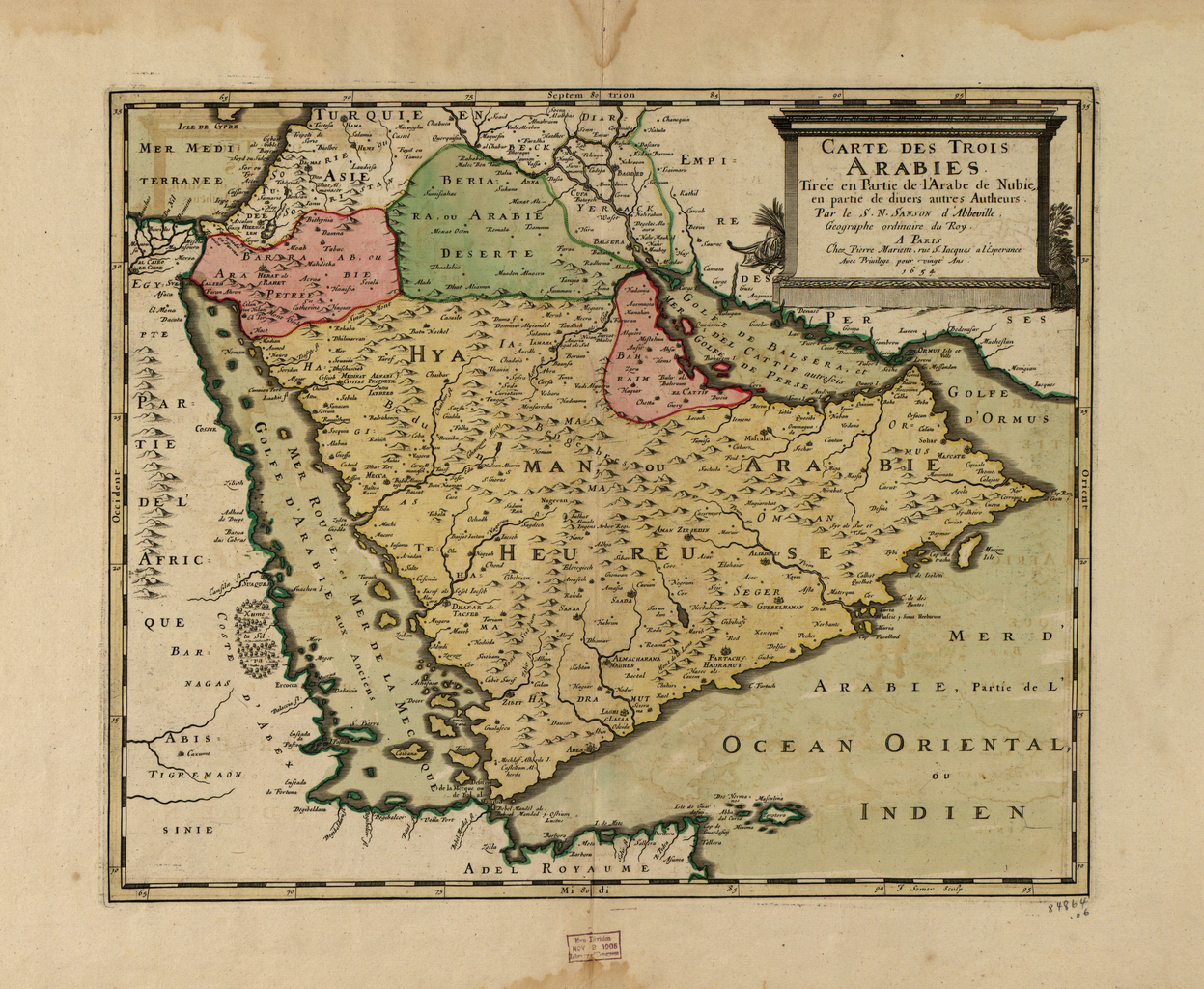
Arabia Felix (kolor żółty) na francuskiej mapie z 1654 r.

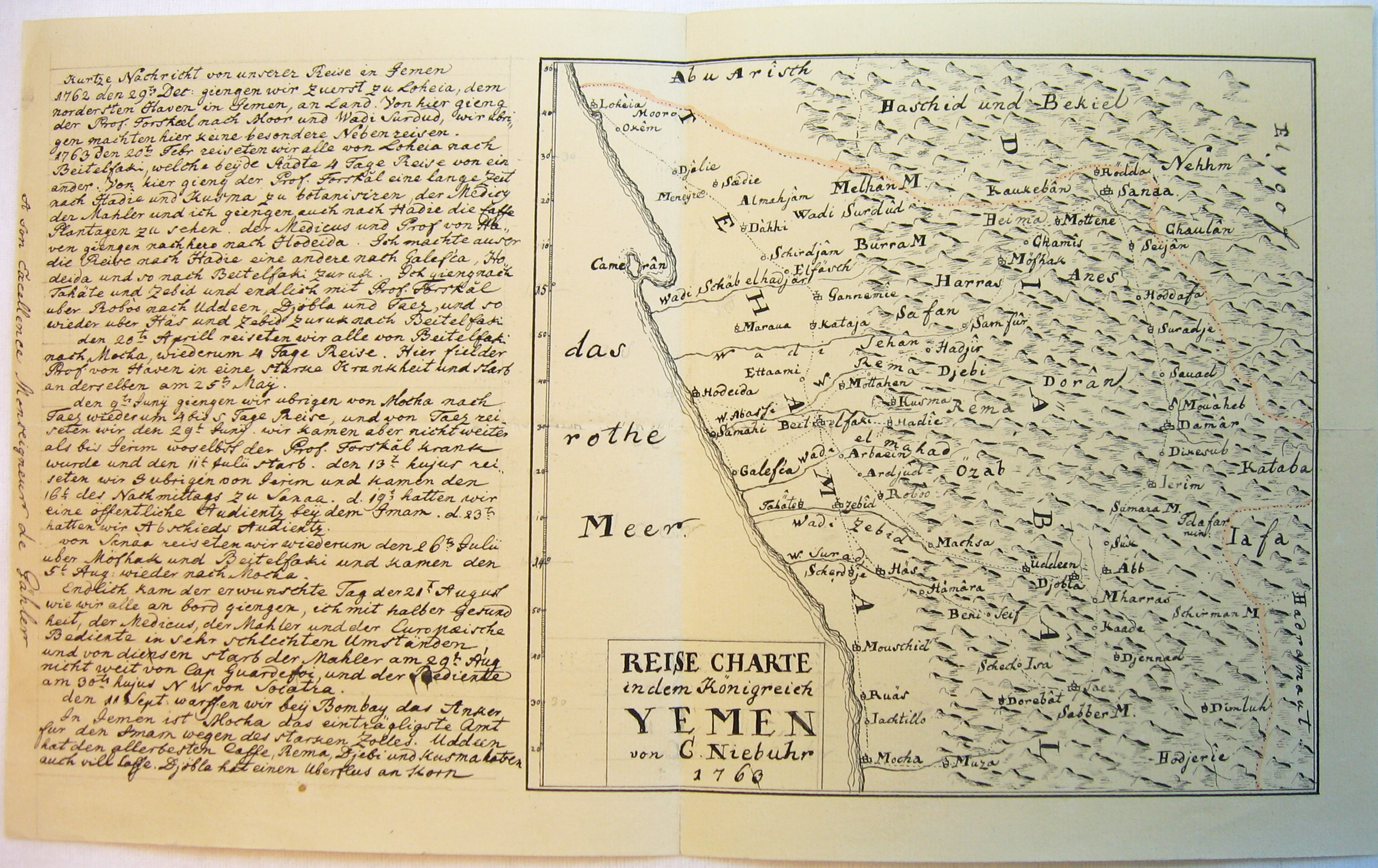
Mapa Jemenu sporządzona przez Carstena Niebuhra

Arabia Felix (pol. Arabia Szczęśliwa) – łacińska, stosowana przez Rzymian nazwa południowo-zachodniej części Półwyspu Arabskiego (żyzne wybrzeże wraz z miastami portowymi i wyżyny Hadramautu).
Łacińskiemu terminowi Arabia Felix odpowiada grecki Eudaimonia (εύδαιμονία) Arabia. Błędne tłumaczenie semickiego wieloznacznego źródłosłowu y-m-n dało w rezultacie poetyckie określenie szczęśliwa. Wyraz y-m-n w językach semickich w odniesieniu do Arabii oznaczał tyle co południowa (słowo to ma również znaczenie prawy, szczęśliwy, błogosławiony oraz przysięga). Mylne przetłumaczenie y-m-n jako felix przyjęto już w starożytności, stosując dla odróżnienia od części położonych na północ: nabatejskiej Arabia Petraea i sięgającej po Mezopotamię Arabia Deserta. W czasach nowożytnych odpowiednio używano arabskiej nazwy Hyaman.
W starożytności określenie to obejmowało w przybliżeniu terytoria dzisiejszego Jemenu i Omanu. Cywilizacja Arabii szczęśliwej z rozwiniętym rolnictwem i handlem morskim stała na wysokim poziomie. Położenie pozwalało kontrolować szlaki handlowe prowadzące z Indii i Afryki nad Morze Śródziemne, do Mezopotamii i Egiptu. Do ważniejszych organizmów państwowych, którymi rządził mukarrib (król-kapłan) należały Ma‘in, Kataban, Hadramaut, Ausan, Królestwo Saby i Himjar. Powstałe w tej części półwyspu państwa wzbogacały się głównie na handlu kadzidłami, perłami, złotem, przyprawami (cynamon), kawą i niewolnikami. Te pierwsze państwa Arabów powstały w połowie II tysiąclecia p.n.e. W regionie dominowały kulty bóstw ciał niebieskich, odmienne w każdym z krajów. Na czele panteonu stał zwykle Astar, bóg wojny, płodności i deszczu, ważne miejsce zajmowały bóstwa księżycowe, słoneczne i wenusjańskie.
Saba istniała od 950 r. p.n.e. do 115 r. n.e, a od V w. p.n.e. rządy kapłanów zostały zastąpione świecką dynastią. Okres od 350 do 250 r. p.n.e. był okresem dominacji Katabanu, który podporządkował sobie Minę i Sabę, a wykorzystując korzystne położenie geograficzne nad Bab al-Mandab rozwijali działalność handlową. Kataban uległ przewadze Himjaru, a upadł w 25 r. p.n.e. i został przejęty przez istniejący od połowy V w. p.n.e. Hadramaut.
Wynikające z kontrolowania szlaków handlowych bogactwo regionu wzbudziło zainteresowanie Rzymian i stało się powodem wysłania przez Augusta w 25 r. p.n.e. ekspedycji wojskowej (X legion) pod wodzą Aeliusa Gallusa, zakończonej całkowitą klęską. W późniejszych stuleciach obszar ten był obiektem wpływów i rywalizacji Bizancjum, Etiopii i Persji.
Rozwój Hadramautu został zahamowany przez ekspansję Himjaru, który w początkach VI w. uległ Etiopii, do czego pretekstem było prześladowanie chrześcijan przez judaistycznych władców tego państwa. W 575 r. Arabia Felix znalazła się pod zwierzchnictwem perskim i pozostała pod nim do zjednoczenia Arabii przez Mahometa.
W czasach nowożytnych terytoria te poznano bliżej dopiero w XVIII stuleciu dzięki duńskiej wyprawie naukowej wysłanej na polecenie króla Fryderyka V „dla postępu nauk w ogólności i lepszego zrozumienia Pisma świętego w szczególności”. W jej skład wchodzili: filolog, botanik, astronom, lekarz i malarz, a kierował nią niemiecki badacz w służbie duńskiej Karsten Niebuhr.